# Luigi Taramazzo
Luigi Taramazzo (5 de maio de 1932 – 15 de fevereiro de 2004) foi um automobilista italiano que participou do Grande Prêmio de Mônaco de 1958 de Fórmula 1, mas não se qualificou.